# Leghin
Leghin – wieś w Rumunii, w okręgu Neamț, w gminie Pipirig. W 2011 roku liczyła 675 mieszkańców.